# چیکوراچکی
چیکوراچکی (انگلیسی: Chikurachki) یک قله آتشفشانی در جزایر کوریل کشور روسیه است.